# Tyrone Crawford
(en) Statistiques sur pro-football-reference
Tyrone Crawford (né le 22 novembre 1989 à Windsor dans la province d'Ontario au Canada) est un sportif professionnel canadien de football américain qui a joué aux postes de defensive end et de defensive tackle dans la National Football League (NFL).
Après deux saisons jouées au niveau universitaire dans la NCAA Division I FBS pour les Broncos de Boise State, il est sélectionné lors de la draft 2012 de la NFL par la franchise des Cowboys de Dallas où il reste pendant la totalité de sa carrière (2012-2020). 

## Biographie

### Carrière universitaire
Crawford joue au niveau universitaire pour les Broncos de l'Université d'État de Boise en évoluant au sein de la ligne défensive. Il se démarque lors de sa deuxième saison, en 2011, en réalisant 44 plaquages et 6,5 sacks en plus de provoquer 3 fumbles de l'adversaire. Ses performances lui valent d'être sélectionné dans la première équipe de la Mountain West Conference.

### Carrière professionnelle
Crawford est sélectionné par les Cowboys de Dallas en 81e choix global lors du troisième tour de la draft 2012 de la NFL. Pour de sa première saison avec les Cowboys, il est considéré comme remplaçant et participe aux 16 matchs de son équipe en totalisant 20 plaquages. Avant le début de la saison suivante, il se blesse au tendon d'Achille lors du premier entraînement de l'équipe et manque toute la saison. Rétabli de sa blessure en 2014, il est titularisé pour la première fois de sa carrière professionnelle et effectue un total de 35 plaquages et 3 sacks. En 2015, il signe une prolongation de contrat avec les Cowboys de 5 ans pour un montant de 45 millions de dollars.
Il annonce prendre sa retraite de la NFL sur Twitter le 25 mars 2021.